# Joseph Crawhall (Maler, 1821)

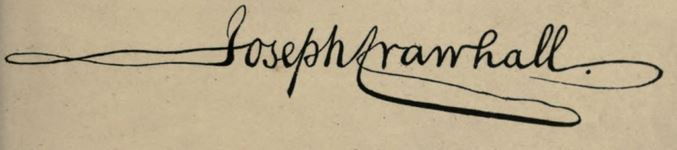
Joseph Crawhall Autograph anno 1873

Joseph Crawhall (* 18. Mai 1821 in Newcastle upon Tyne; † 7. Juli 1896 in Paddington (London)) war ein britischer Seiler, Folklore-Herausgeber, Illustrator und Aquarellmaler.

## Leben
Joseph Crawhall, der Sohn des Lokalpolitikers, Bürgermeisters von Newcastle, Amateurkünstlers sowie wohlhabenden Geschäftsmannes Joseph Crawhall (1793–1853) und dessen Frau Margaret Emerson († 1882), wird von den Engländern  
Joseph Crawhall der Zweite genannt.
Crawhall, beeinflusst von Thomas Bewick, illustrierte ab 1859 altüberlieferte Volksbücher und mit Balladen überkommene Flugschriften für den Neudruck. So veröffentlichte er 1888 das von ihm illustrierte Volksbuch A Beuk o' Newcassell Sangs, eine Volksliedsammlung im nordhumbrischen Dialekt Geordie. 
Ab 1872 befreundet mit dem Punch-Mitarbeiter Charles Keene, lieferte er Letzterem Material, das beide zu Zeichnungen, versehen mit witzig-sozialkritischen Unterschriften verarbeiteten. Ergebnisse dieser Kooperation sind in Our people, erschienen 1881 in Boston, enthalten. Zudem finden sich in der Glasgower Kelvingrove Art Gallery Alben, die Resultate jener freundschaftlichen Zusammenarbeit sind.
Crawhall war vielseitig begabt; er ruderte und befasste sich nebenbei mit Archäologie. Der Folklorist und passionierte Angler veröffentlichte 1864 ein Liederbuch über den Fischfang.
Crawhall war mit Margaret Boyd Crawhall (1833–1928) verheiratet. Beider Sohn Joseph Crawhall (1861–1913) wurde Künstler. Weitere Kinder des Ehepaares: Elspeth Crawhall (1855–1940), Judith Crawhall (1860–1935), Hugh Crawhall (1863–1929) und Beatrice Margaret Crawhall Wood (1866–1930).
Die letzte Ruhe fand Joseph Crawhall auf dem Friedhof der Pfarrkirche St. Mary the Virgin in Morpeth.

## Mitgliedschaft

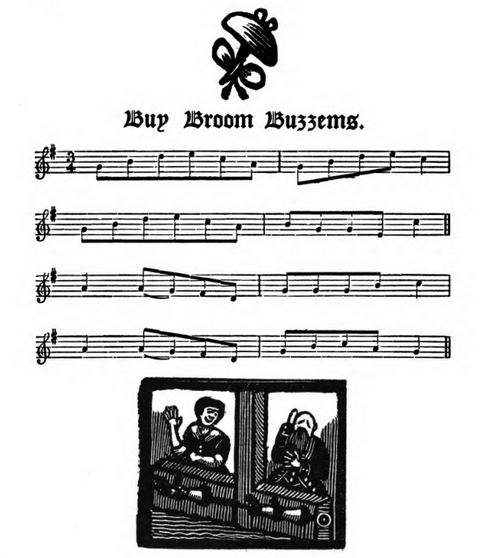
Joseph Crawhall (Hrsg.): Nordostenglisches Volkslied über den Besenkauf (aus: A Beuk o' Newcassell Sangs. Newcastle 1888)

- Newcastle Art Association

## Werke (Auswahl)
Herausgeber beziehungsweise Illustrator
- Storys of The young robber and Puss in boots. Glasgow
- A collection of right merrie garlands for North country anglers. Newcastle 1864
- Chaplets from Coquet-side. Newcastle 1873
- Border notes & mixty-maxty. Newcastle 1880
- Crawhall's chap-book chaplets. London 1883
- Olde tayles newlye relayted. London 1883
- A jubilee thought. Newcastle 1887
- A Beuk o' Newcassell Sangs. Newcastle 1888